# Assamalla
Assamalla est un village de la commune de Tamsalu du comté de Viru-Ouest en Estonie.
Au 31 décembre 2011, il compte 93 habitants.